# Ángel de los Ríos y Ríos
Ángel de los Ríos y Ríos (Proaño, 1823 - Proaño, 1899) va ser un escriptor, periodista i cronista espanyol.

## Biografia
Va néixer el 1823 a la localitat de Proaño, en l'actual Cantàbria. Afectat per la sordesa, va ser cronista de Santander i individu corresponent de la Reial Acadèmia de la Història, a més d'autor d'obres premiades per la Reial Acadèmia Espanyola, com Ensayo histórico etimológico y filológico sobre los apellidos castellanos desde el siglo x hasta nuestra edad (Assaig històric etimològic i filològic sobre els cognoms castellans d'ençà el segle x fins a la nostra edat) (1871), a la qual no obstant això Jaime de Salazar i Acha descriu com a «completament superada» en l'actualitat. Va col·laborar en El Atlántico i altres periòdics de Cantàbria.
Va morir en els primers dies d'agost de 1899.